# Dwayne Peel
Dwayne Peel (Carmarthen, 31 agosto 1981) è un allenatore ed ex giocatore di rugby a 15 internazionale per il Galles, in carriera attivo nel ruolo di mediano di mischia. Dal 2017 è assistente allenatore nell'Ulster.

## Palmarès
- Celtic League: 1
Scarlets: 2003-04